# باديكير شنغهاي
باديكير شنغهاي هو نوع من باديكير. يشمل نقع القدمين في الماء الساخن واستخدام مشرط لإزالة الجلد الميت، والمسمار جلدي، والأظافر الناشبة في القدمين. هذا الأسلوب من الباديكير يستخدم في الطب الصيني.